# Osiedle Raczyńskiego
Osiedle Edwarda Raczyńskiego – osiedle położone w południowej części Kórnika, zajmuje obszar wysunięty najbardziej na południe, od północy graniczy z Bninem. Jest najmłodszą częścią Kórnika, zabudowę stanowią domy jednorodzinne w tym Osiedle Bnińskie złożone z segmentów.